# Hét csillagból van a Göncöl szekere
A Hét csillagból van a Göncöl szekere egy népies dal. Zenéjét D. Dobos Erzsébet szerezte, szövegét Bölöny József írta.

## Kotta és dallam
| Hét csillagból van a Göncöl szekere, Hét szeretőm volt énnékem egyszerre, A hét közül hűséges csak egy maradt, Az is nyugszik temetőben, Egy virágos hant alatt. | Édesanyám adja ki a jussomat, Még ma éjjel kimulatom magamat. Úgy sincs nékem senkim e nagy világon, Elhagyott a szép szeretőm, Egyetlen egy virágom. | Három dinnye van egy indán, mind sárga, Három babám van énnékem, mind árva. Három közül egy az igaz szerető, Azt az egyet két kezével Áldja meg a Teremtő! |

## Felvételek
- D. Dobos Erzsébet–Bölöny József:  Hét csillagból van a Göncöl szekere. Orbán Sándor  YouTube (2016. november 12.)  (Hozzáférés: 2017. április 30.) (audió)
- D. Dobos Erzsébet–Bölöny József:  Hét csillagból van a Göncöl szekere. Takács Béla  YouTube (2017. február 27.)  (Hozzáférés: 2017. április 30.) (audió)
- D. Dobos Erzsébet–Bölöny József:  Hét csillagból... Vattai-Szabó Gyula, Kozák G. József és zenekara  YouTube (1958. szeptember 2.)  (Hozzáférés: 2017. április 30.) (audió)
- Hét csillagból van a göncöl szekere. cimbalom.nl (Hozzáférés: 2017. április 30.) (audió)[halott link]